# Nephthys laciniosa
Nephthys laciniosa är en ringmaskart som beskrevs av Grube 1881. Nephthys laciniosa ingår i släktet Nephthys och familjen Nephtyidae. Inga underarter finns listade i Catalogue of Life.